# Temple protestant de Roubaix
Le temple protestant de Roubaix est un lieu de culte protestant situé rue des Arts à Roubaix, dans le département du Nord. La paroisse est membre de l'Église protestante unie de France.

## Histoire
Une présence protestante encadrée par des méthodistes britanniques existe a Roubaix, auprès des ouvriers des filatures depuis les années 1840. Un lieu de culte protestant est construit en 1867 à Croix par l'Anglais Isaac Holden qui y possédait une usine de peignage et d'importantes scieries. Il n'existe plus aujourd'hui. Ce riche industriel fait partie des donateurs pour l'édification d'un nouveau temple réformé (il a fourni le bois des charpentes) qui a été financé pour l'essentiel grâce à une souscription des fidèles, cette fois-ci à Roubaix, où l'essor industriel fait venir des ouvriers venus d'ailleurs, et où une paroisse réformée détachée de celle de Lille est fondée en 1865. Ce temple est conçu en 1869-1871 par l'architecte amiénois J.-J. Schulthess et la direction des travaux est menée par Auguste Dupire-Deschamps,, futur architecte de l'église Saint-Jean-Baptiste de Roubaix.
On peut noter la présence des prédicateurs et pasteurs de 1903 à nos jours :
Pour la prédication, Couvreur, Ketels, C. Apets, C. Hélinck fils et Jean Coene en sont chargés.
1903 : M. Elie Gounelle, M. Robert Lorriaux auxiliaire. Pasteur auxiliaire pour Tourcoing et Wattrelos, M Albert Segond.
1906 : M. Elie Gounelle, Pasteur titulaire, et M. Freddy Durrlemann, pasteur auxiliaire. Pasteur pour Tourcoing et Wattrelos : M. Albert Segond. Pour le culte flamand qui se célèbre dans le temple de la Rue de la Redoute, MM. Beekman, Ketels, C. Apets, C. Hélinck fils et Jean Coene en sont chargés.
1907 : M. Elie Gounelle, Pasteur titulaire, et M. Freddy Durrlemann, pasteur auxiliaire. À partir du 15 novembre 1907, M. le Pasteur Gounelle, démissionnaire, est remplacé comme pasteur titulaire par M. Durrlemann.
1913 : M. Emile Paradon, pasteur titulaire, M. Jean Morel pasteur auxiliaire. Pour le culte flamand, MM. Beekman, Ketels, C. Apets, C. Hélinck fils et G. Vanoest en sont chargés.
1921 : M. Jean Durand pasteur titulaire, M. Robert Ferret auxiliaire.
1932 : M. Daniel Cheradame, pasteur titulaire et M. P. Blondelle auxiliaire.
1937 : M. Daniel Cheradame, pasteur titulaire et M. P. Pasche auxiliaire
1939 : M. P. Pasche, pasteur titulaire, résistant, honoré du titre de "Juste parmi les Nations" par Yad Vashem en 1992
2015 : Mme Sandrine Maurot, pasteur titulaire. Pour la prédication, M. Loïc Bertrand, Mme Anne Yatzimirsky en sont chargés.
Le temple accueille aujourd'hui les protestants de Roubaix, Tourcoing, Croix, Hem, Wattrelos, Villeneuve-d'Ascq et d'autres communes environnantes. Il est inscrit aux monuments historiques en 2011.

## Description

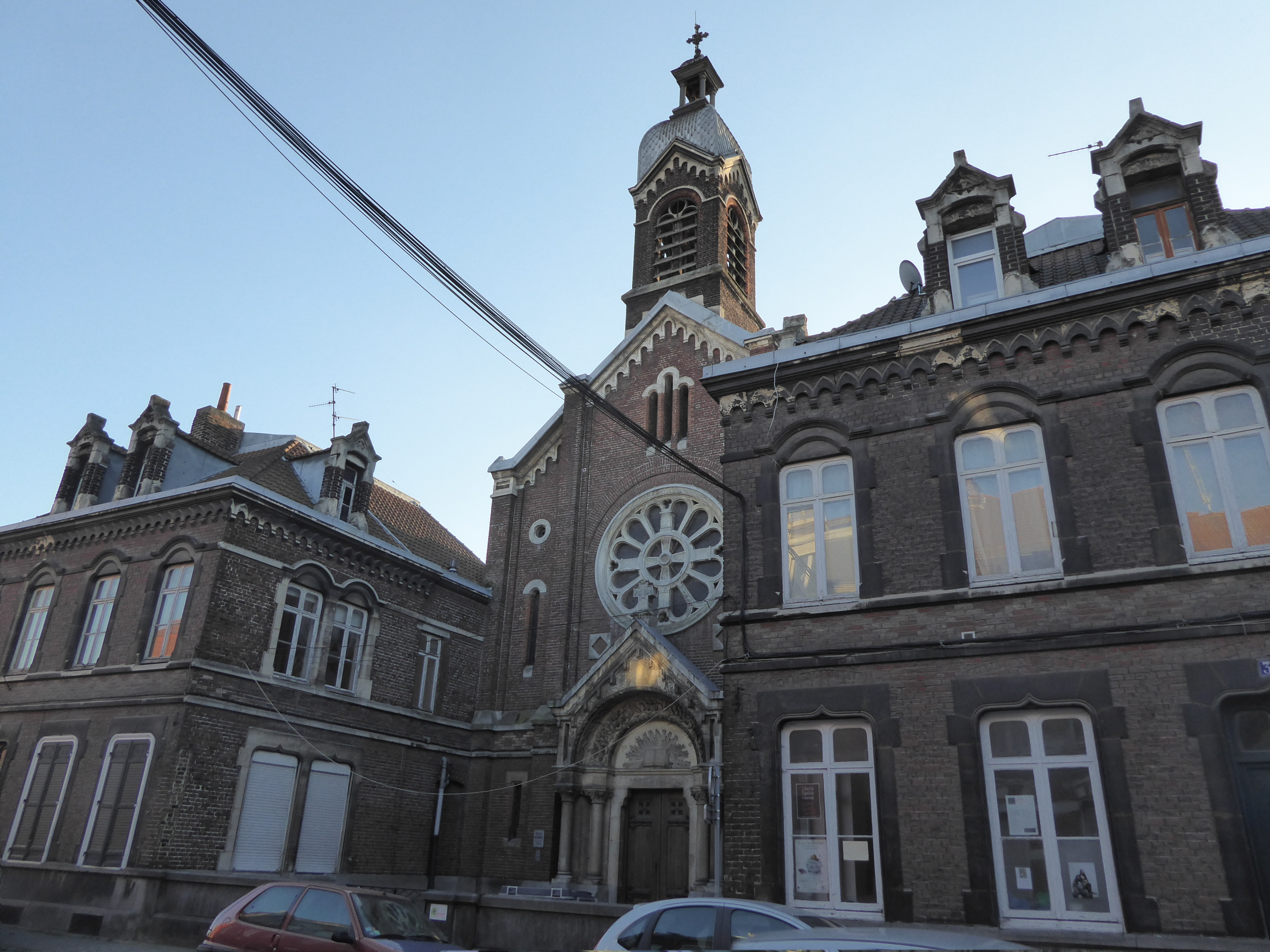
Vue du temple protestant de Roubaix.

Le temple est flanqué de la maison du pasteur et de l'espace paroissial se faisant face. Le temple en retrait est construit en briques et mesure 23 mètres sur 10,5 mètres ; il est coiffé d'un petit clocher au-dessus du portail. Celui-ci est surmonté d'un tympan soutenu par deux paires de colonnettes, le tout en pierre calcaire. Le linteau présente les tables de la loi. La façade est éclairée d'une grande rosace dans le style néo-roman et sur les côtés de meurtrières vitrées.
L'intérieur, éclairé de grandes verrières sur les côtés, se présente comme une grande salle rectangulaire voûtée en plein-cintre. Une tribune de chêne, supportée par des colonnes de fonte, couvre les côtés et la contre-façade. Les murs sont lambrissés de chêne, comme la chaire à double escalier. Au-dessus de la porte d'entrée, se trouve un grand orgue baroque restauré en 2007,.